# Rupela antonia
Rupela antonia là một loài bướm đêm trong họ Crambidae.